# Дюллюкинский наслег
Дюллюкинский наслег — сельское поселение в Верхневилюйском улусе Якутии Российской Федерации.
Административный центр — село Дюллюкю.

## История
Статус и границы сельского поселения установлены Законом Республики Саха (Якутия) от 30 ноября 2004 года N 173-З N 353-III «Об установлении границ и о наделении статусом городского и сельского поселений муниципальных образований Республики Саха (Якутия)».

## Население
| 2002  | 2010  | 2011  | 2012  | 2013  | 2014  | 2015  |
| ----- | ----- | ----- | ----- | ----- | ----- | ----- |
| 1190  | ↗1259 | ↘1258 | ↘1224 | ↘1210 | ↘1187 | ↗1192 |
| 2016  | 2017  | 2018  | 2019  | 2020  | 2021  |       |
| ↗1196 | ↗1202 | ↘1193 | ↘1183 | ↘1181 | ↗1204 |       |

## Состав сельского поселения
| № | Населённый пункт | Тип населённого пункта       | Население |
| - | ---------------- | ---------------------------- | --------- |
| 1 | Бютейдях         | посёлок                      | ↗9        |
| 2 | Дюллюкю          | село, административный центр | ↘1109     |